# Schloss Tanzenberg

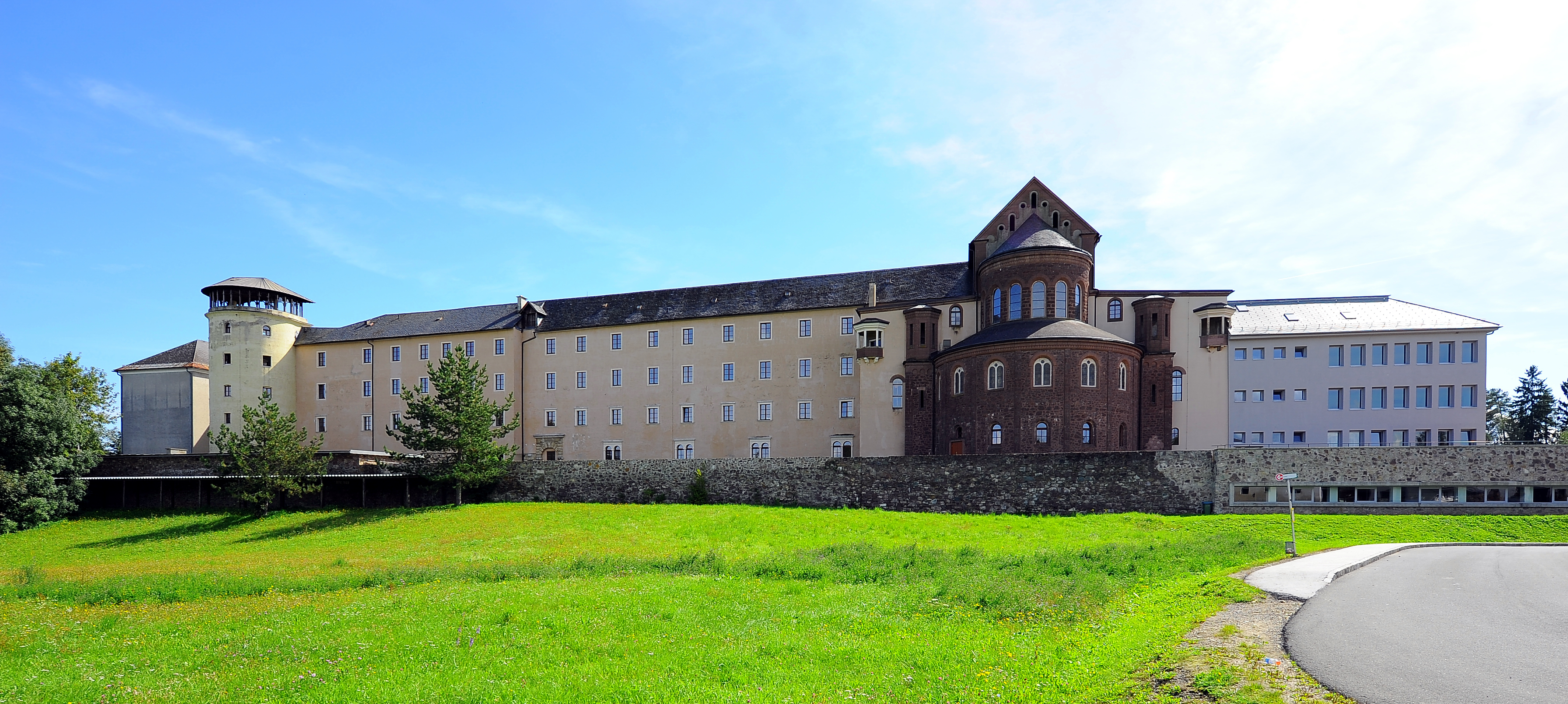
West-Ansicht des Schlosses

Das Schloss Tanzenberg steht in der Stadtgemeinde Sankt Veit an der Glan in Kärnten. Die aus einer mittelalterlichen Burganlage hervorgegangene mächtige Schlossanlage mit neuzeitlichen Anbauten wird als Schule genutzt, bildet den Großteil der Ortschaft Tanzenberg und steht unter Denkmalschutz.

## Geschichte

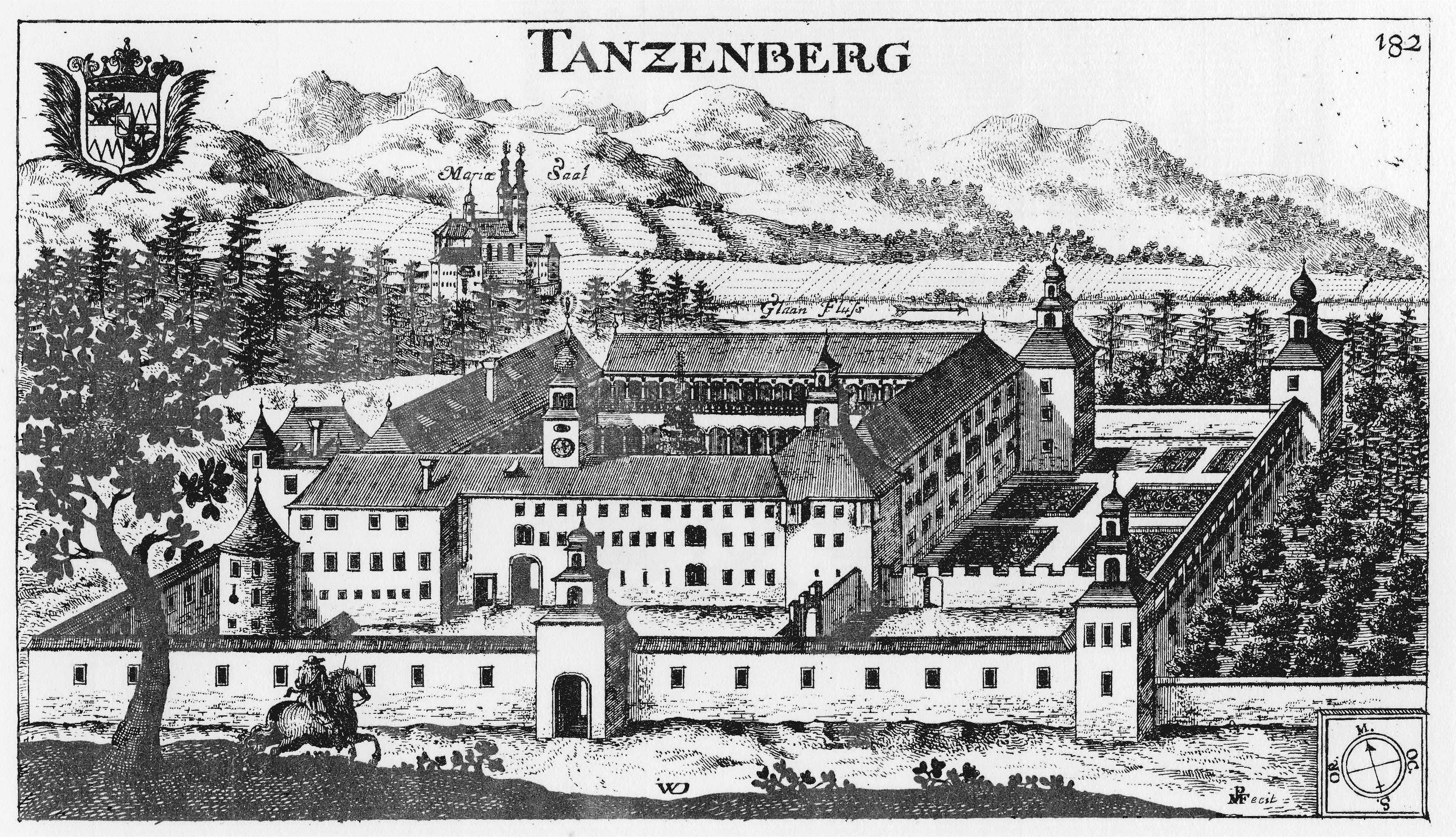
Valvasors Kupferstich von 1680

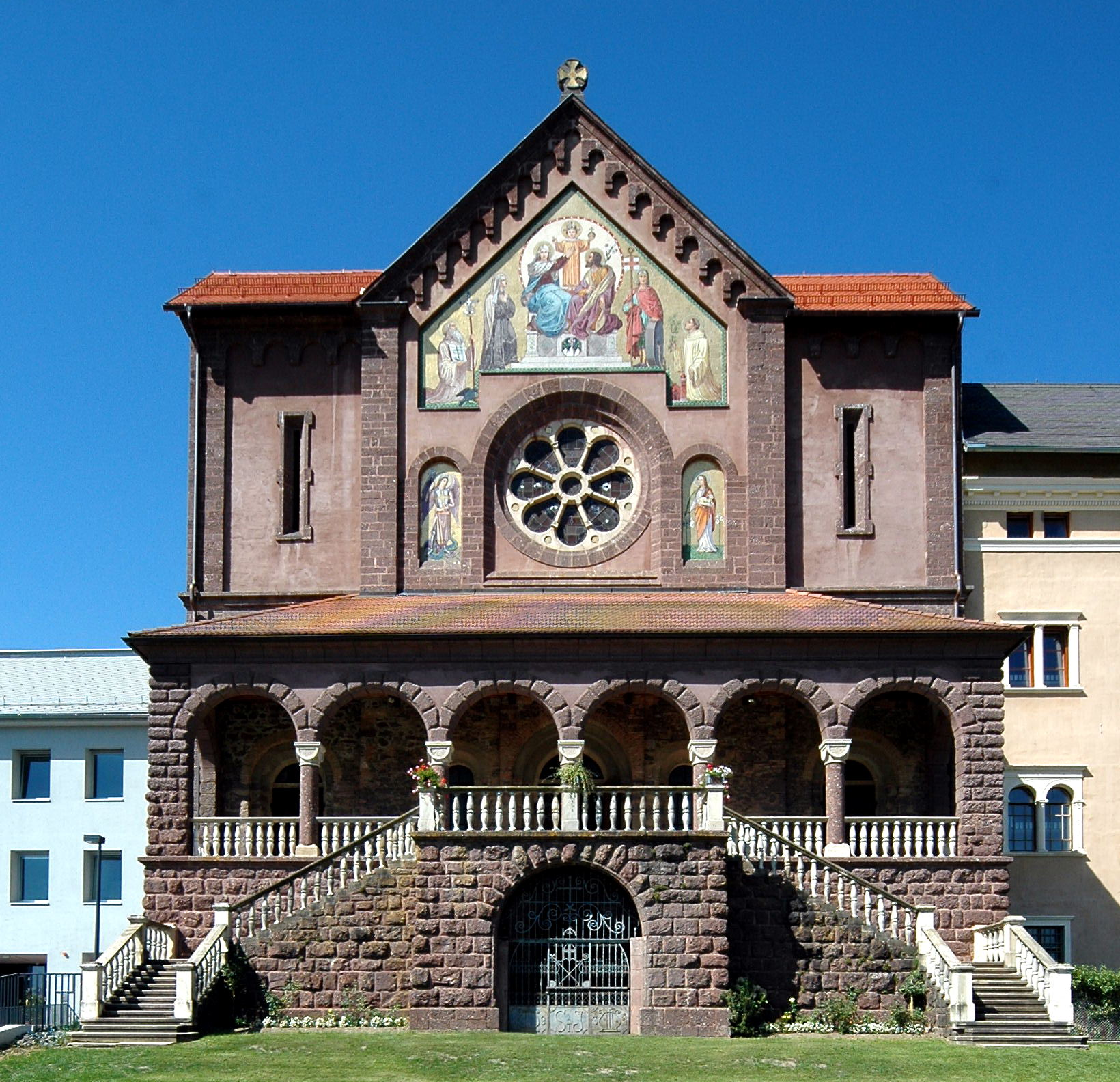
Kirchenfront von Schloss Tanzenberg

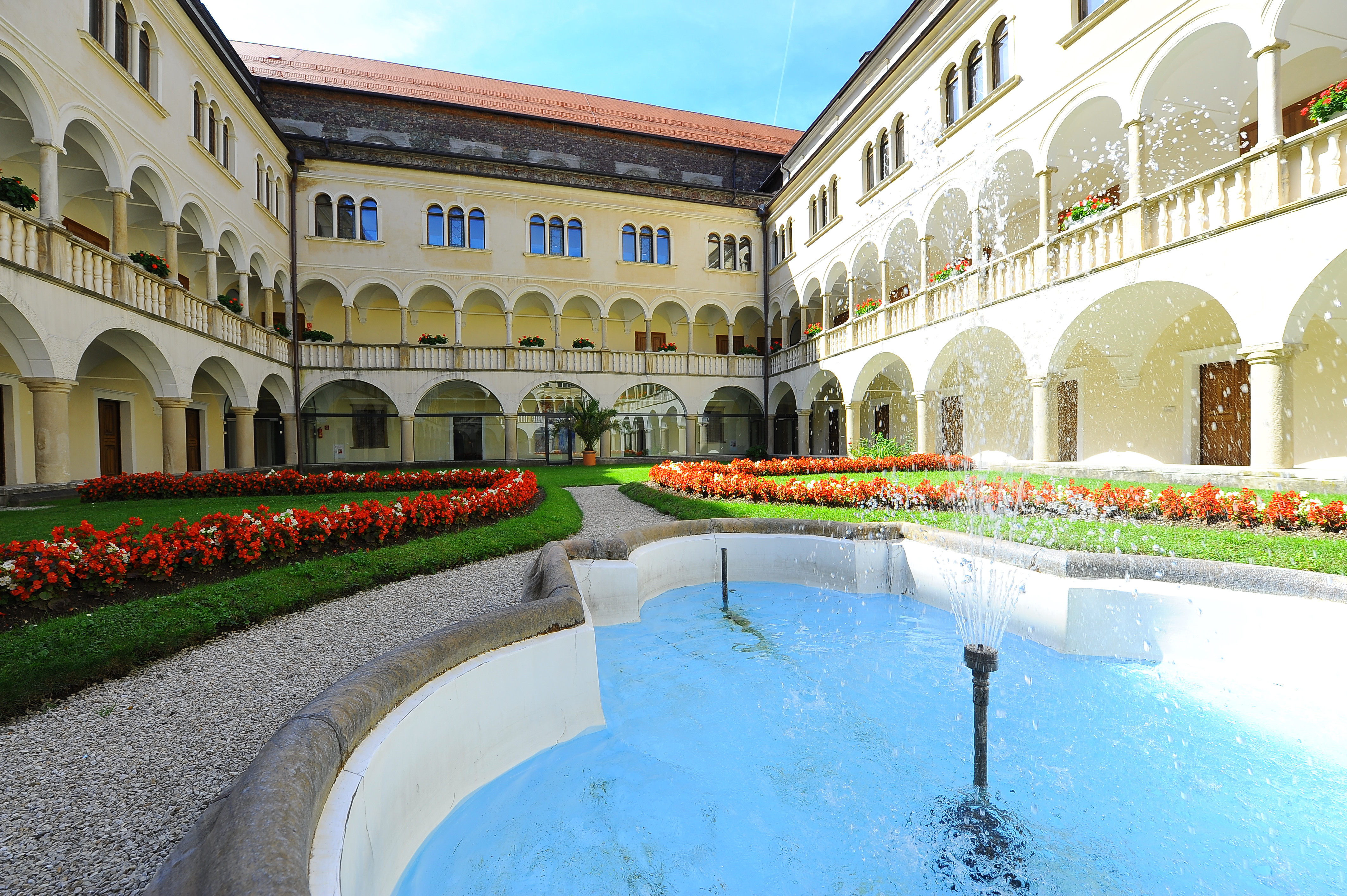
Arkadenhof im Schloss

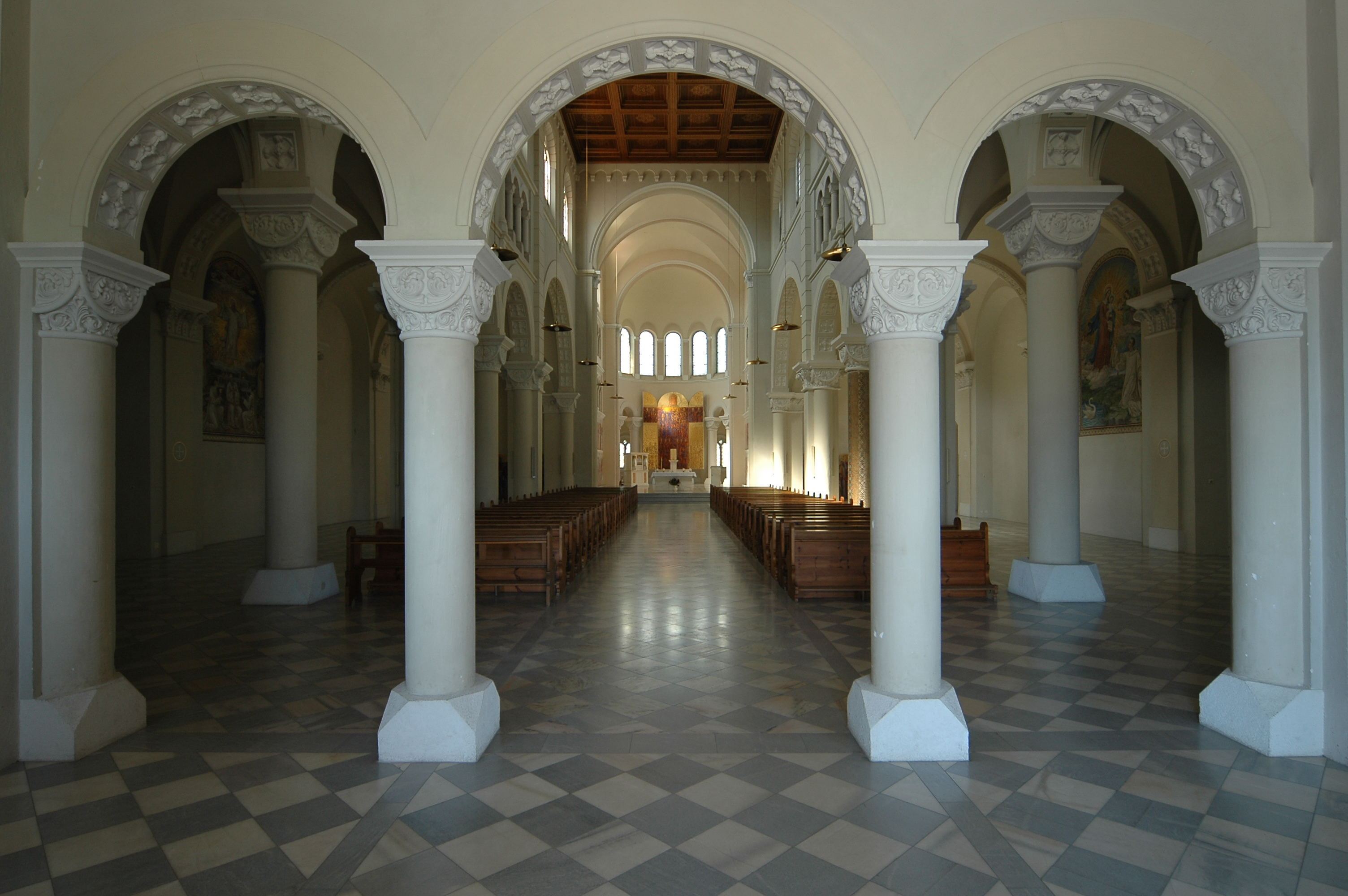
Innenraum der Kirche von Schloss Tanzenberg

1247 wurde ein Konrad von Tanzenberg genannt. Urkundlich stand die Burg 1300 und 1341 im Besitz der Familie Mordax bzw. Mordachs. 1513 ging die Burg an Maximilian I. von Habsburg. Die Brüder Siegmund und Wolfgang von Keutschach – als Neffen des Salzburger Erzbischofs Leonhard – begannen 1515 mit dem Bau der heutigen Burganlage. Das Schloss, angelegt in vier Trakten um einen rechteckigen Hof, zählt zu den bedeutendsten Renaissance-Anlagen Österreichs.
Unter dem Sohn Leonhard des Wolfgang von Keutschach wurde vermutlich bis 1543 der Schlossbrunnen vollendet. 1802 wurde dieser Brunnen auf den Hauptplatz von Friesach übertragen (Stadtbrunnen Friesach). Der Besitz blieb bis in die zweite Hälfte des 17. Jahrhunderts im Besitz der Keutschacher.
Im 19. Jahrhundert verfiel das Gebäude. Im Jahre 1891 erwarb Georg von Gutmannsthal das Schloss. 1898 erwarben die Olivetaner das Schloss und begannen den Wiederaufbau und Umbau zu einem Klostergebäude. Die beiden unteren Geschoße entsprechen der Bausubstanz aus dem 16. Jahrhundert. Im Nordosttrakt sind Bauteile der mittelalterlichen Burg erhalten. Anstatt des ehemaligen Festsaales an der Südwestflanke wurde ab 1898 eine Klosterkirche errichtet.
Von 1942 bis zum Kriegsende 1945 diente das Schloss Tanzenberg als Aufbewahrungsort für die Bestände der Zentralbibliothek der Hohen Schule der NSDAP unter Walter Grothe. 1946 wurde mit einem Knabeninternat für Priesteramtskandidaten mit einem Gymnasium begonnen. 1953 ging das Schloss in den Besitz des Diözese Gurk-Klagenfurt über. 1995/1996 wurden die Fassaden restauriert.

## Architektur
Die mächtige dreigeschoßige Schlossanlage steht weithin sichtbar beherrschend über dem Zollfeld. Vier Trakte um einen rechteckigen Hof bilden ein bedeutendes Bauwerk der Renaissance in Österreich, obwohl der Verfall im 19. Jahrhundert und die Umbauten ab 1898 einen großen Teil der Substanz zum Verschwinden brachten. Der ursprüngliche Bestand des 16. Jahrhunderts entspricht weitgehend dem Erdgeschoß und dem ersten Obergeschoß.

## Seminarkirche (Klosterkirche)
Die neuromanische, dreischiffige Emporenbasilika mit Apsis wurde zwischen 1906 und 1910 nach Plänen von Hans Pascher in Zusammenarbeit mit dem Ordensarchitekten Pater Johann Maria Reiter und dem Klagenfurter Stadtbaumeister Eduard Avian erbaut, aber nicht fertiggestellt.
Die endgültige Gestaltung wurde 1980 begonnen und 1987 abgeschlossen.
An der Fassade befinden sich drei zwischen 1924 und 1927 angefertigte Mosaikbilder von Josef Pfefferle. Das größte zeigt die Heilige Familie mit den vier Heiligen Benedikt, Franziska, Florian und Bernhard. Die beiden kleineren Mosaike stellen den Erzengel Michael und die heilige Agnes dar. Von diesem Künstler stammen noch die beiden Mosaike „Hl. Benedikt empfängt die Ordensregel“ und „Glorie des hl. Benedikt“ in den Seitenschiffen der Kirche.
Zwischen 1986 und 1987 gestaltete der Künstler Valentin Oman mit Kaseintemperafarben und später wieder entfernter Gaze Seitenwände des Altarraums und die beiden Seitenapsiden. Die Seitenwände zeigen dabei Stationen des menschlichen Lebens. Das auch aus seiner Hand stammende Altarbild des Flügelaltars steht unter dem Thema „Geborgenheit im neuen Leben“ und gibt an der oberen Seite den Kopf des Turiner Grabtuchs wieder.

## Gymnasium
Heute gehört das Schloss der Diözese Gurk. Die Gebäude werden als humanistisches und neusprachliches Gymnasium genutzt, dem Bundesgymnasium und Marianum Tanzenberg.
Im Schuljahr 2023/24 gibt es in Tanzenberg 17 Unterstufen- sowie 8 Oberstufenklassen.
Bildungsangebot:
- ab der 1. Klasse: Englisch
- 1. und 2. Klasse: Informatik
- 1.–3. Klasse: Projektklassen „Lebens.Werte“
- ab der 2. Klasse: Geschichte, Physik
- ab der 3. Klasse: wahlweise Italienisch oder Latein
- ab der 4. Klasse: Chemie
- ab der 5. Klasse: wahlweise Altgriechisch, Italienisch, Latein (wenn in der 3. Klasse Italienisch gewählt wurde: Latein; wenn in der 3. Klasse Latein gewählt wurde: wahlweise Altgriechisch oder Italienisch); Webdesign
- ab der 6. Klasse: Beginn der Wahlpflichtfächer (alle bisherigen Gegenstände können vertiefend weitergeführt werden bzw. einige Fächer können zusätzlich gewählt werden: z. B.: Wahlpflichtfach Französisch, Informatik, Roma Aeterna, Spanisch)
- ab der 7. Klasse: Psychologie und Philosophie[4]

Seit dem Schuljahr 2017/18 ist das Bundesgymnasium Tanzenberg UNESCO-Anwärterschule.

## Bekannte ehemalige Schüler des Gymnasiums
- Peter Handke
- Gustav Januš
- Florjan Lipuš
- Engelbert Obernosterer
- Valentin Oman
- Karl Smolle
- Reginald Vospernik
- Peter Wiesflecker
- Alfred Goubran